# بنکرافت (ویسکانسین)
بنکرافت (به انگلیسی: Bancroft) یک منطقهٔ مسکونی در ایالات متحده آمریکا است که در Pine Grove واقع شده‌است. بنکرافت ۵۳۵ نفر جمعیت دارد و ۳۳۳٫۱۵ متر بالاتر از سطح دریا واقع شده‌است.